# Лапит (син на Аполон)
Лапит (на старогръцки: Λαπίθης, Lapithes) в гръцката митология e син на Аполон и Стилба. Той е прародител на Лапитите и основател на град Лапите.
Той се жени за Орсинома, дъщеря на демона Еврином. С нея има децата Форбант и Перифас. В други източници (Диодор) той е баща и на Триоп и на Лесбос.